# Trojmezí

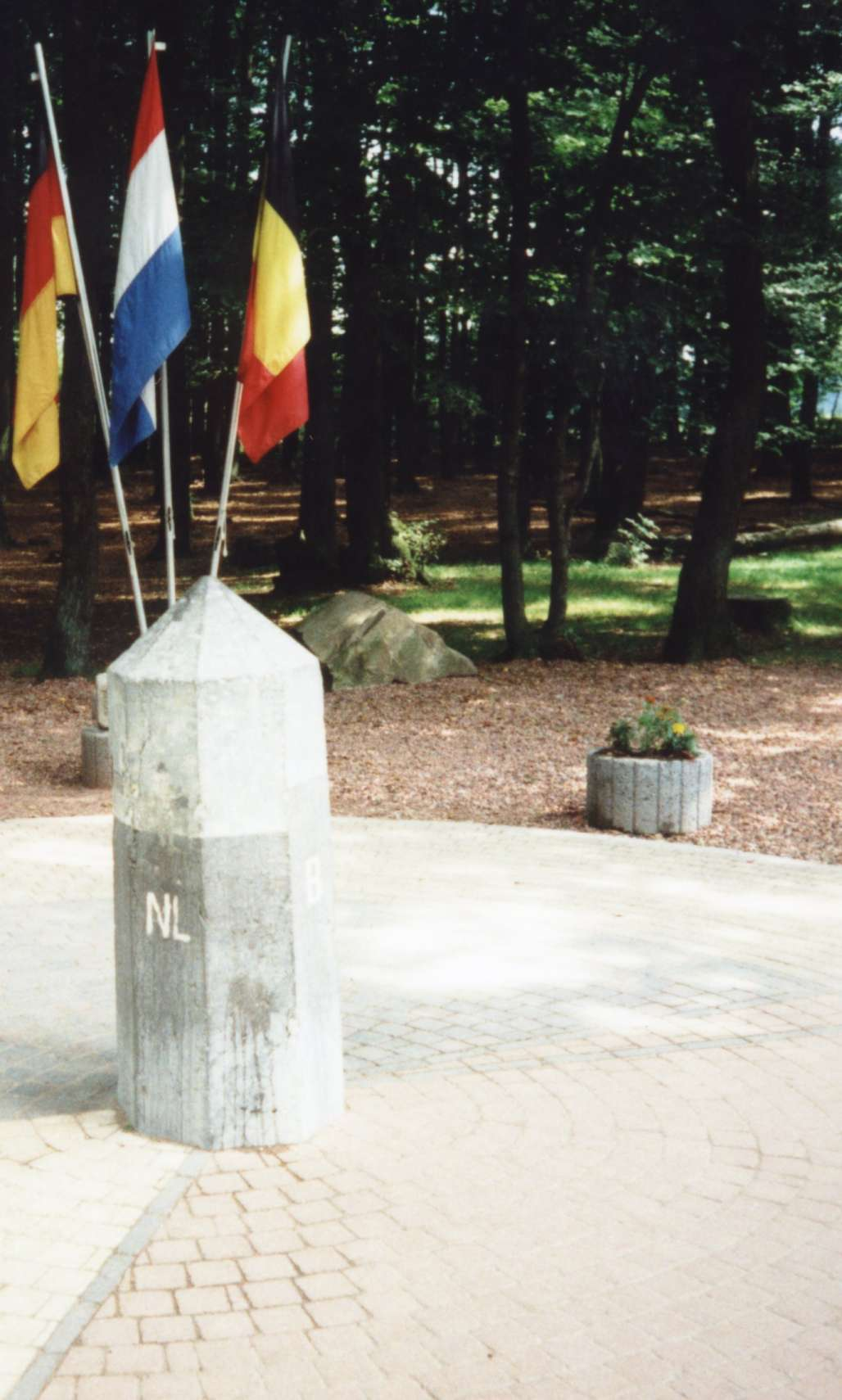
Vaalserberg: Trojmezí Německa, Nizozemí a Belgie

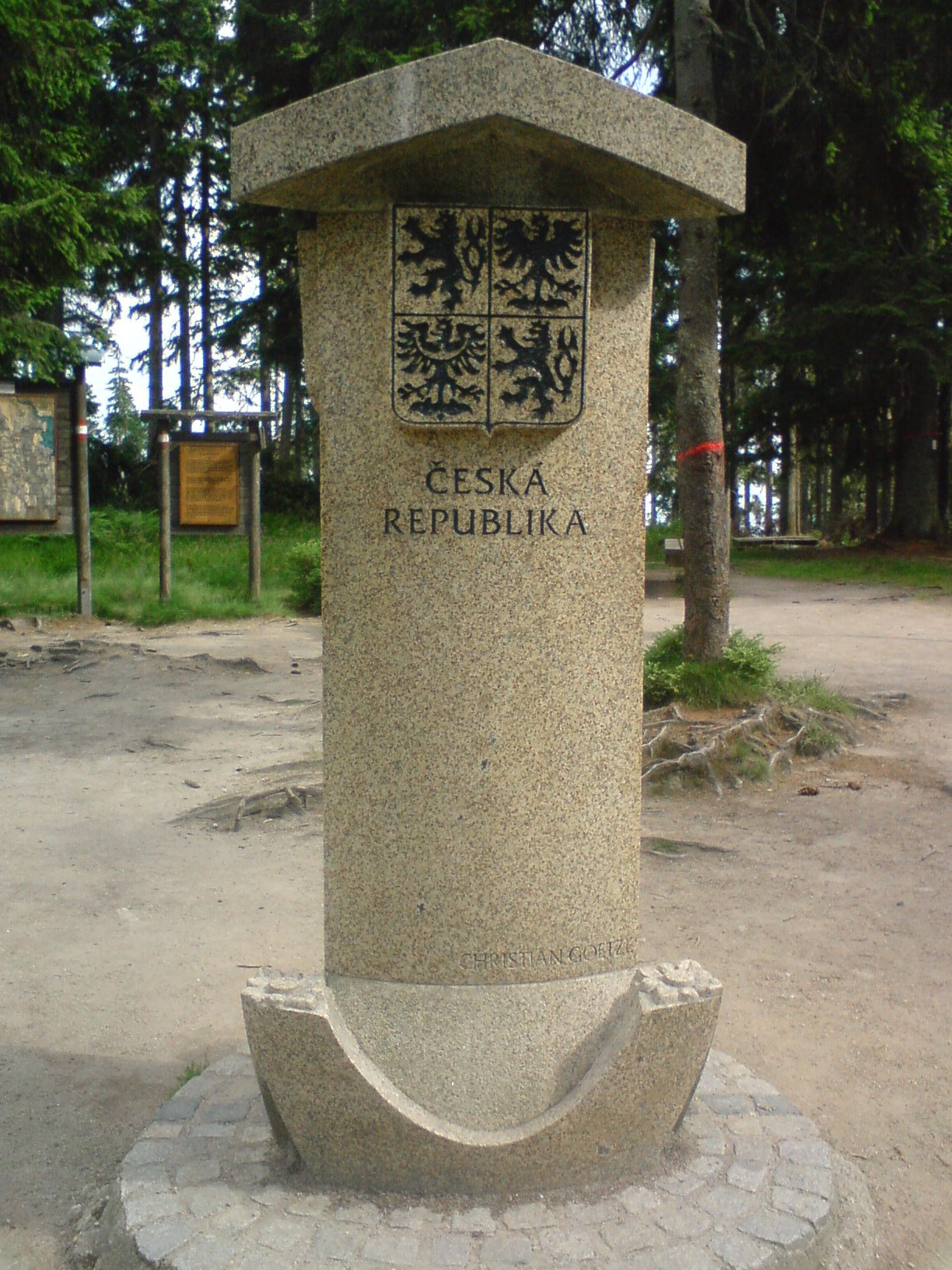
Trojmezí Česka, Německa a Rakouska na Šumavě

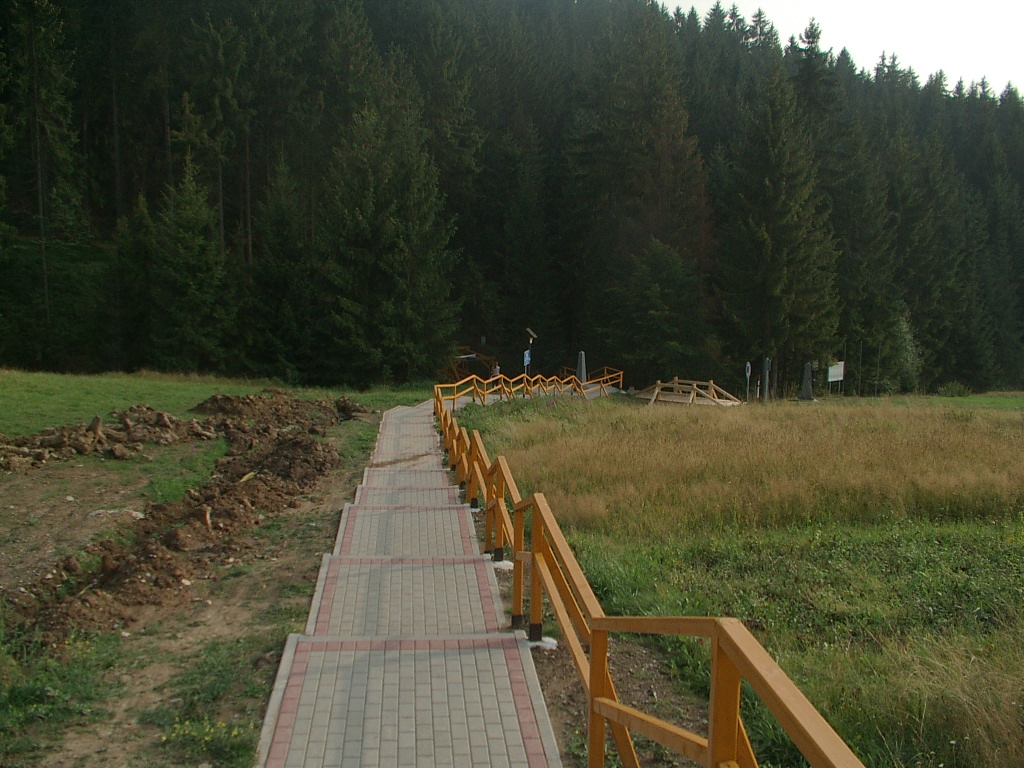
Trojmezí Česka, Polska a Slovenska u Hrčavy

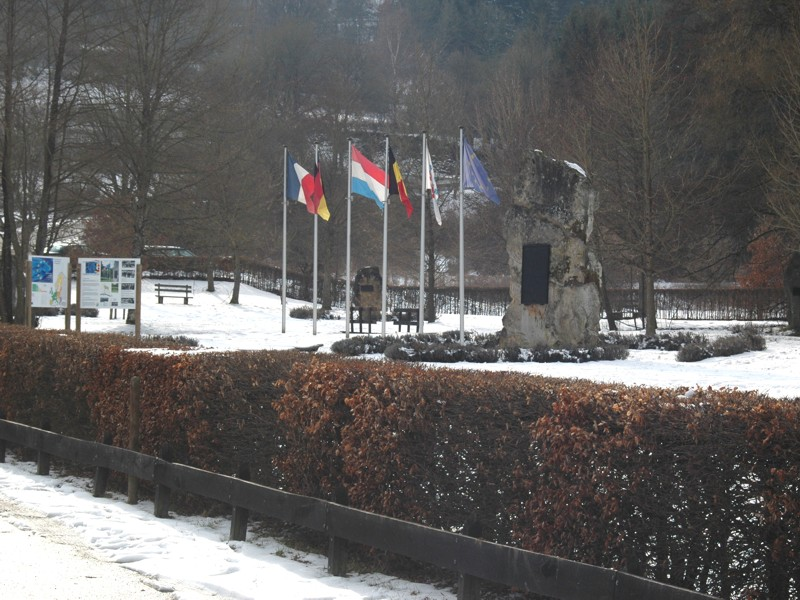
Sevening: Památník Evropy (D/B/L)

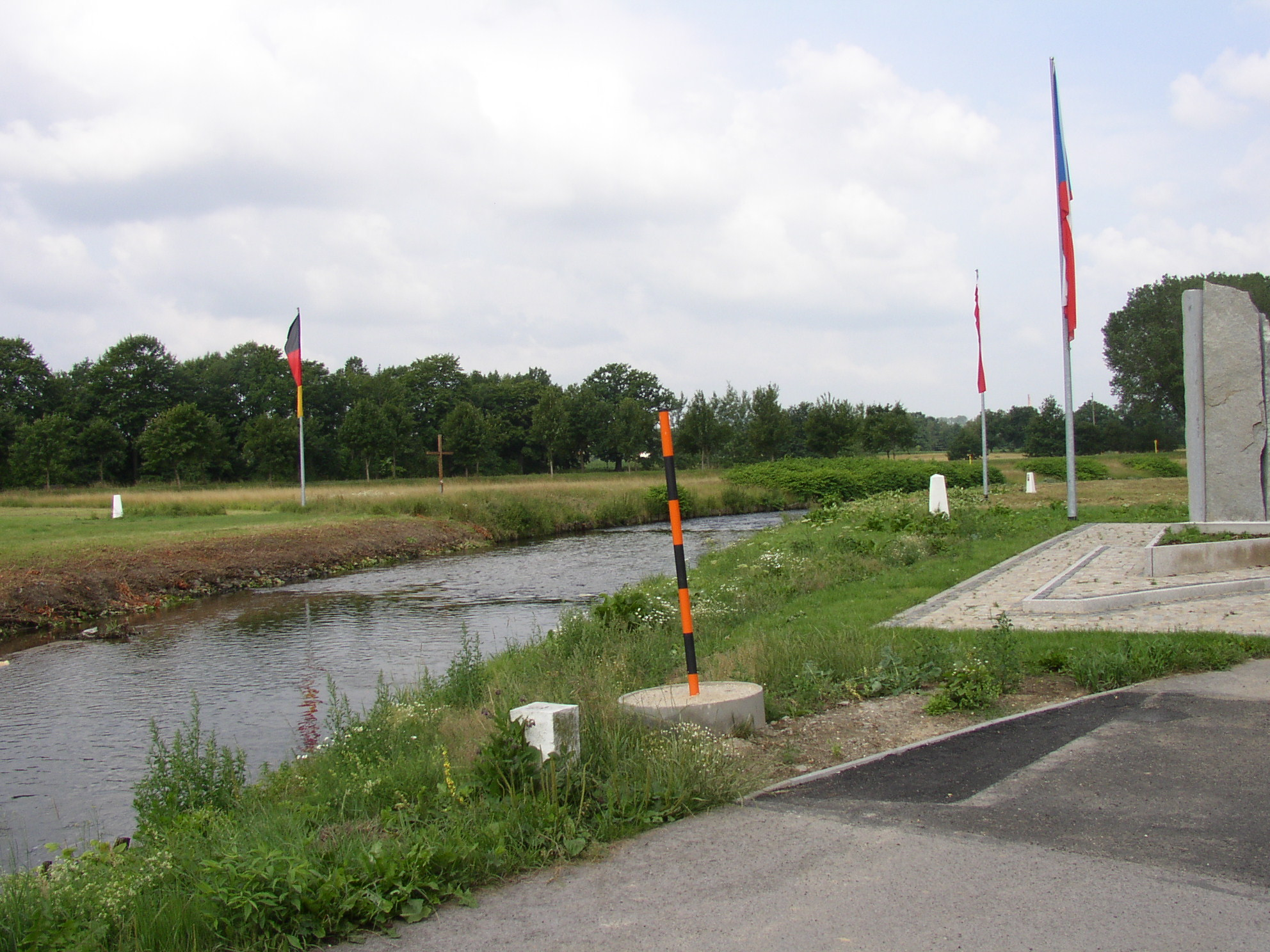
Trojmezí Česka, Polska a Německa mezi Hrádkem nad Nisou a Žitavou

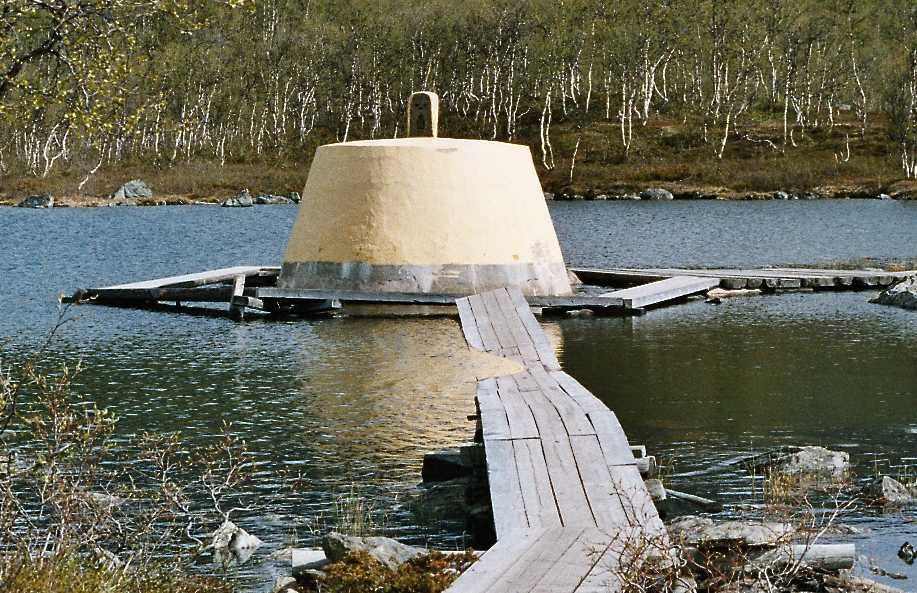
Trojmezí Finska, Norska a Švédska

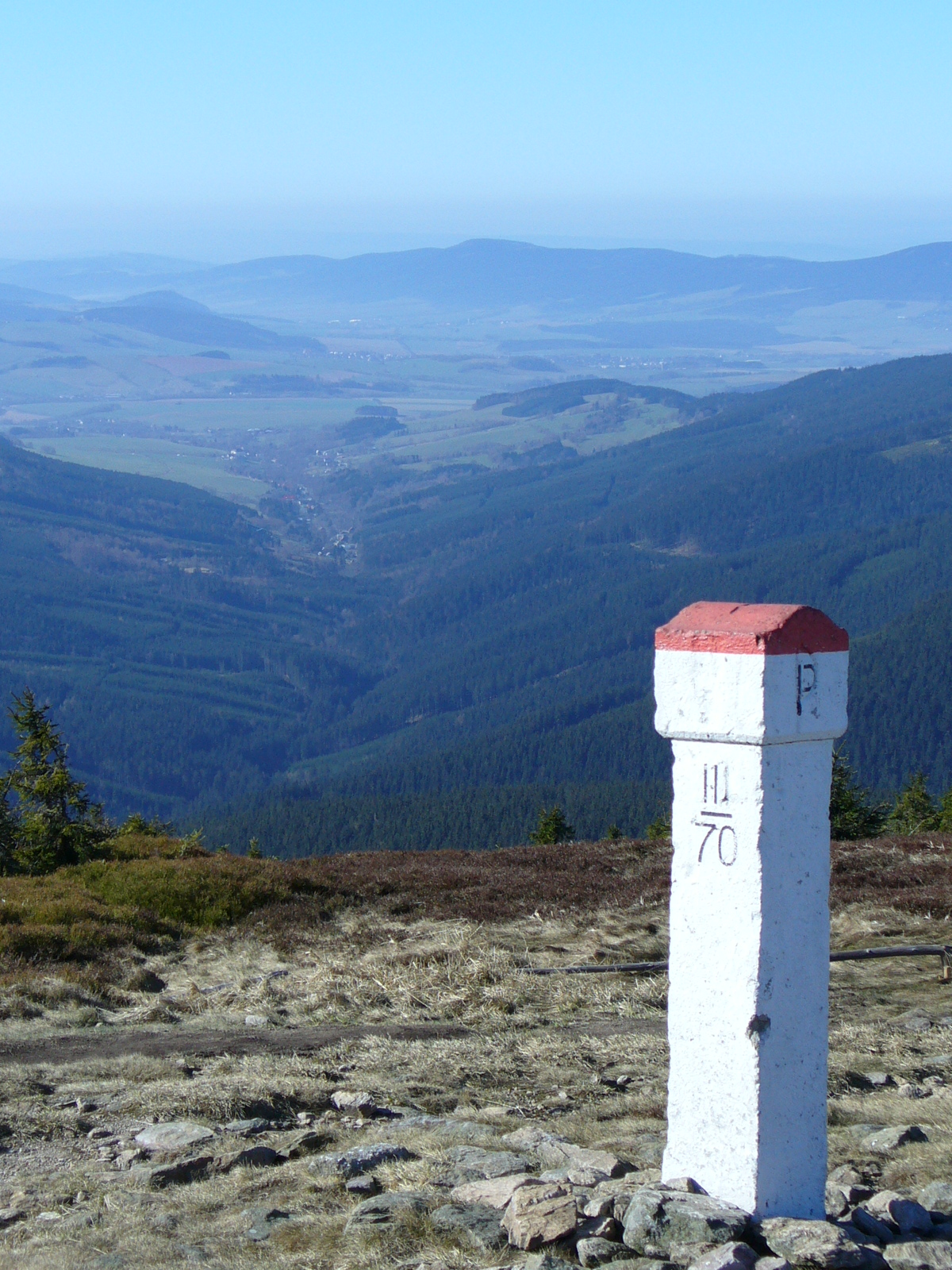
Kámen na Králickém Sněžníku, označující trojmezí historických zemí Čechy, Morava a Kladsko/Slezsko)

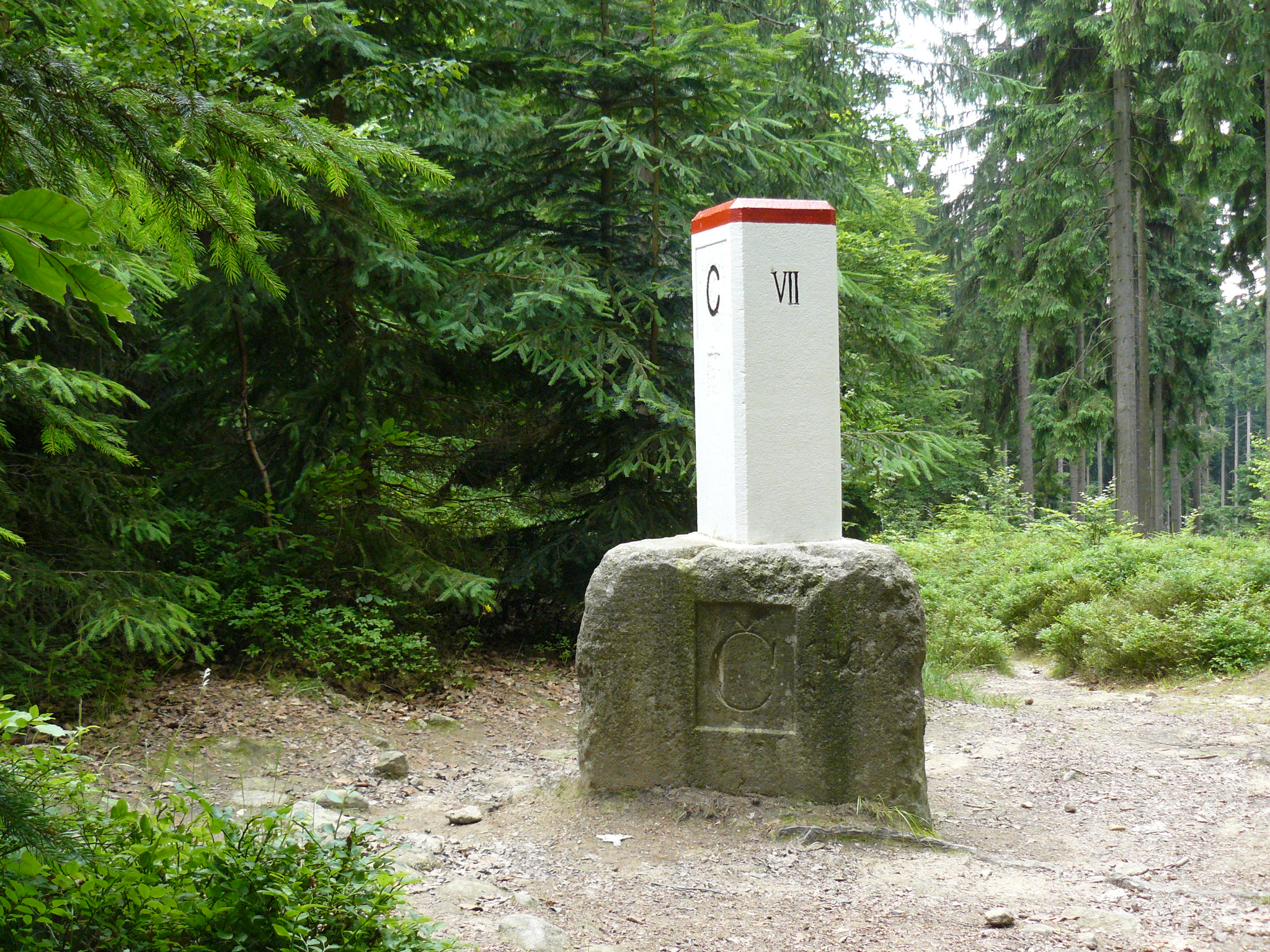
Historické trojmezí Čech, Moravy a Dolních Rakous

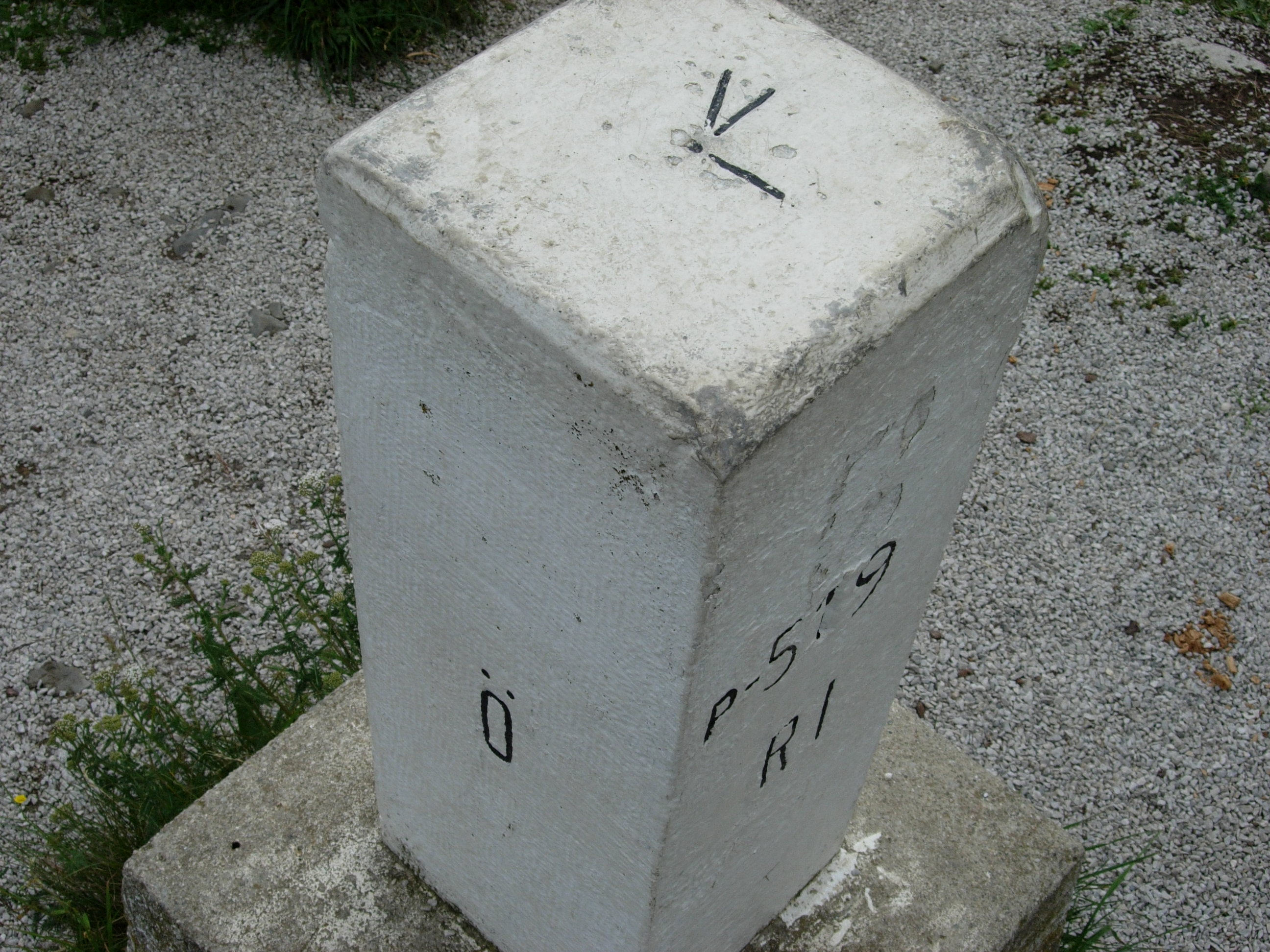
Vrch Ofen/Peč u Arnoldsteinu: trojmezí I/SLO/A

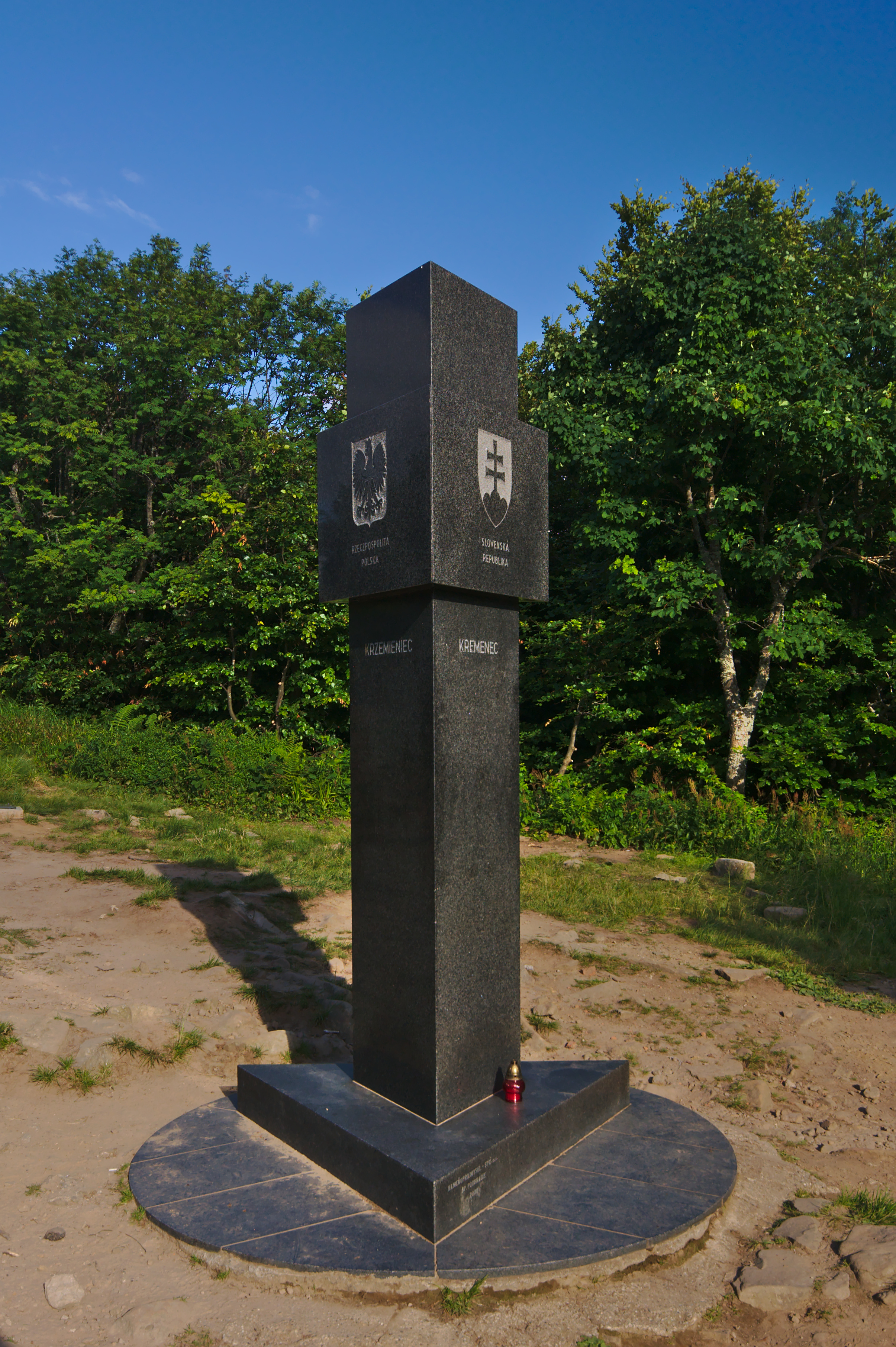
Slovensko-polsko-ukrajinské trojmezí Kremenec

Hraniční trojmezí, též trojzemí nebo trojstyk, je geografický bod, kde se setkávají hranice tří geografických celků stejné úrovně (země, provincie, státy, spolkové země, ale i nepolitické útvary jako povodí, úmoří, kontinenty, geologické celky). Může se nacházet na souši, ale i ve vodě, pokud hranice vede řekou, jezerem nebo po moři.
Trojmezí je přirozený jev vznikající na každém styku tří území. U významnějších celků (země apod.) se obvykle jedná o atrakci, často označenou vlajkami všech dotčených území či monumentem. Mnohá trojmezí se však nacházejí ve špatně dostupných oblastech (vysoké hory, střed řeky nebo jezera). Některá trojmezí existují na svém místě už mnoho století.
Počet mezinárodních trojmezí každého státu většinou odpovídá počtu sousedících států (bez enkláv a poloenkláv), minus počet jeho pobřežních úseků (např. Mexiko sousedí se třemi státy a má dvě pobřeží, má tedy jedno trojmezí). Pokud stát sousedí jen s jedním státem, trojmezí mít nemůže. Naopak pokud sousedí se státem uzavřeným mezi pouhými dvěma státy, má o jedno trojmezí navíc. V současnosti (2021) má ze 195 států 135 nějaké trojmezí hranic; celkem těchto bodů na světě existuje 159.
Nejvíce trojmezí ze států světa má Čína – 16, a to přesto že sousedí jen se 14 státy – se třemi z nich má totiž po dvou trojmezích. Z evropských států má nejvíce trojmezí Rakousko (9), stejně jako Rusko.
Žádná trojmezí nemají zejména ostrovní státy, (polo)enklávní státy a většina států severní a střední Ameriky.

## Trojmezí v Česku
Česko má čtyři mezistátní trojmezí:

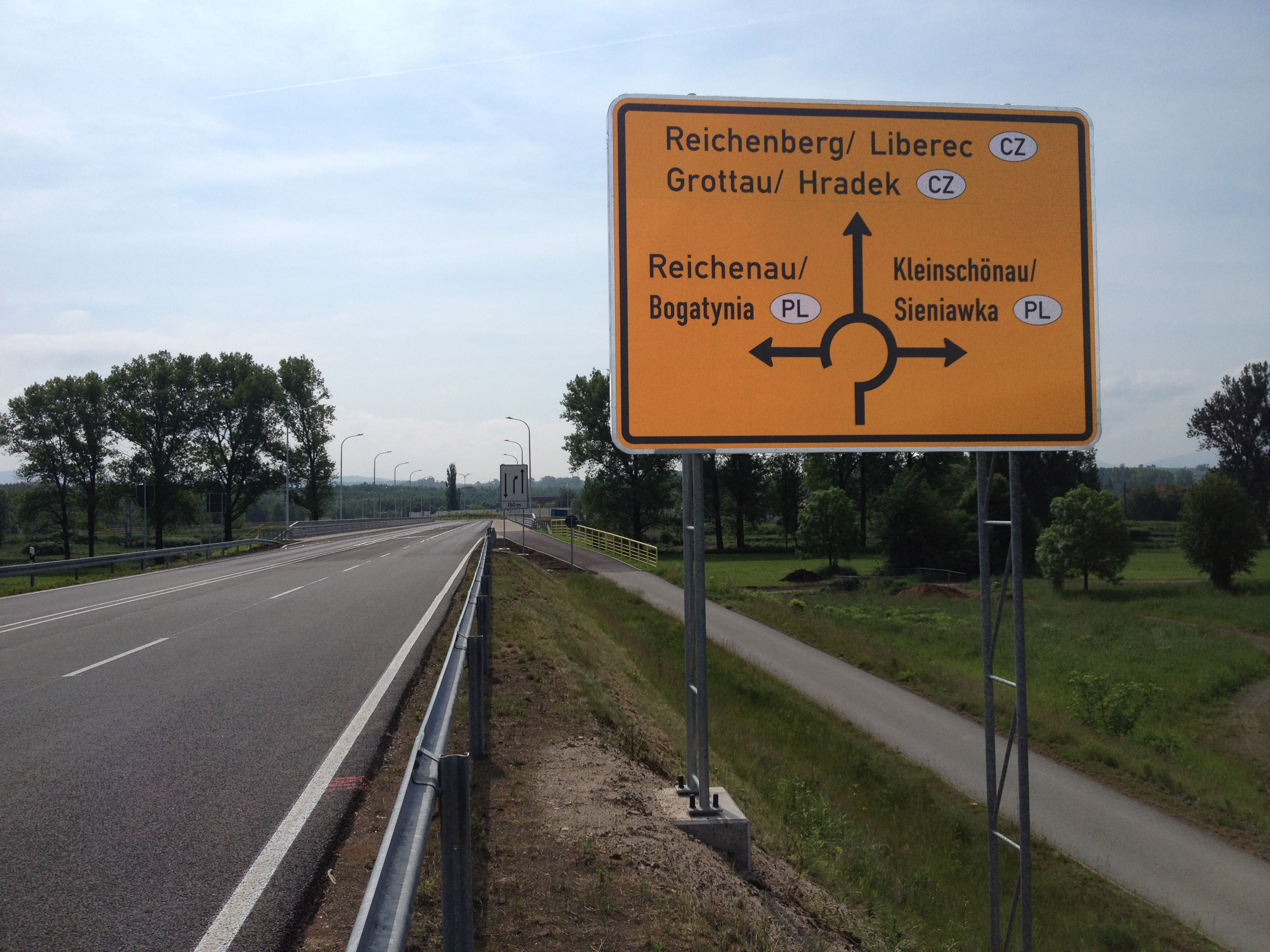
Žitava: hraniční přechod do a do

- u Hrčavy (okres Frýdek-Místek)
- na Lužické Nise u Hrádku nad Nisou (okres Liberec)
- sedlo Trojmezí na Šumavě (okres Prachatice)
- v Dyjském trojúhelníku na soutoku řek Morava a Dyje (okres Břeclav)

Za další významná trojmezí můžeme označit místa styku historických zemí:
- Trojmezí u Hranic (Čechy, Bavorsko, Sasko, dříve ČSSR, SRN, NDR)
- vrchol Králického Sněžníku (Čechy, Morava, Kladsko resp. Slezsko)
- trojmezí u Smrku v Rychlebských horách (Morava, Slezsko, Kladsko)
- Trojmezí Čech, Moravy a Dolních Rakous nedaleko Slavonic
- Trojmezí Čech, Dolních a Horních Rakous poblíž Pohoří na Šumavě
- dvě trojmezí Moravy, Rakouského Slezska a Pruského Slezska na území Ostravy
  - na soutoku Opavy a Odry
  - na soutoku Odry a Ostravice (trojmezí s Těšínskem)

V Česku se dále vyskytuje 13 krajských trojmezí, která však nebývají zvláštně značena. Oblasti okolo těchto trojmezí jsou zpravidla vnitřními periferiemi a trpí odlehlostí od center a slabou mezikrajskou veřejnou dopravou.
Zajímavostí je karpatská hora Stoh na jihovýchodě Podkarpatské Rusi, kde se za meziválečného období nacházel styk území Československa, Rumunska a Polska. S přesuny hranic po druhé světové válce toto trojmezí zaniklo, dnes jde o bod na rumunsko-ukrajinské hranici.

## Města na trojmezí
Přestože trojmezí je z podstaty věci periferní oblastí všech zúčastněných států, někdy se na něm alespoň z jedné strany nachází relativně velké centrum. Mohlo se rozvinout právě díky této poloze (přeshraniční obchodní styk), nebo u něj naopak styk hranic vznikl dodatečně při rozhraničování sporných území. Typicky se jedná o místa, kde hranice vede po řece, ale není to pravidlem.
Takovými případy jsou:
- švýcarská Basilej na trojmezí s  Francií a  Německem
- německé Cáchy s  Belgií a  Nizozemskem
- paraguayské Ciudad del Este s  Argentinou a  Brazílií
- turecké Edirne s  Řeckem a  Bulharskem
- libyjský Gadames s  Alžírskem a  Tuniskem
- kolumbijská Leticia s  Brazílií a  Peru
- maďarský Segedín se  Srbskem a  Rumunskem
- íránský Záhedán s  Afghánistánem a  Pákistánem
- německá Žitava s  Českem a  Polskem

Extrémním případem hlavního města na trojmezí je  slovenská Bratislava na hranici s  Rakouskem a  Maďarskem.
Historicky významnou vesnicí na trojmezí je  lucemburský Schengen u hranic s  Francií a  Německem.

### Přístavy
Zvláštními případy, které sice neobsahují trojmezí jako takové, ale mají s ním společný rys těsného styku se dvěma jinými státy, jsou přístavní města na vyústění koridorů zajišťujících svému státu alespoň úzký přístup k moři. V jejich blízkosti se může nacházet trojmezí mořské.
Jsou to například:
- irácký Faw mezi  Íránem a  Kuvajtem
- slovinský Koper mezi  Itálií a  Chorvatskem

Na blízkém styku čtyř států se nacházejí
- izraelský Eilat a  jordánská Akaba mezi  Egyptem a  Saúdskou Arábií

Ani v přeneseném smyslu však není takovým trojmezím bosenskohercegovský Neum, s nímž z obou stran sousedí Chorvatsko.

## Čtyř- a více-mezí
Zatímco trojmezí je fenoménem přirozeným a v podstatě nutným, styk více než tří území v jednom bodě je naopak jevem výjimečným a zpravidla umělým. Co se týče suverénních států je jediným bodem, kde se setkávají hranice více než tří zemí, jižní pól, kde existuje teoreticky styk sedmi svrchovaných států, které vznáší nároky na jednotlivá antarktická území. Jmenovitě se jedná o  Velkou Británii,  Francii,  Norsko,  Argentinu,  Chile,  Austrálii a  Nový Zéland; navíc se s nimi v tomto bodě stýká ještě osmé území – Země Marie Byrdové, což je nikým nenárokovaná oblast. Nicméně s platností Antarktické smlouvy od roku 1961 tyto hranice ztratily praktický význam.
Téměř v jednom bodě uprostřed řeky Zambezi se setkávají hranice  Botswany,  Namibie,  Zambie a  Zimbabwe. Ve skutečnosti se však jedná o dvě trojmezí vzdálená od sebe asi 160 metrů – Namibie (Capriviho pruh) a Zimbabwe se nedotýkají.
„Čtyřmezí“ se nicméně běžně vyskytují na styku nižších správních jednotek vymezovaných uměle pravoúhlým způsobem – takto se skutečně v jednom bodě zvaném Four Corners setkávají území amerických států  Arizona,  Colorado,  Nové Mexiko a  Utah, nebo kanadských území  Manitoba,  Saskatchewan,  Severozápadní teritoria a  Nunavut (toto kanadské čtyřmezí vzniklo teprve roku 1999 vyčleněním teritoria Nunavut).
V Česku existuje jedno okresní čtyřmezí, vytyčené paradoxně jen třemi celky – okresy Brno-město, Brno-venkov a Blansko. Okres Brno-venkov obklopuje městský okres Brna, ovšem v jednom bodě se brněnské katastrální území Útěchov dotýká území Adamova (okres Blansko), čímž vzniká čtyřmezí se dvěma protilehlými rohy patřícími témuž celku. Bod se nachází pár desítek metrů od lesní cesty Hrádková z Útěchova do Adamova.
Dále je v Česku několik čtyřmezí obcí nebo katastrů, z nichž jsou některá vyznačená v terénu hraničním kamenem nebo pomníkem. Jedním z takových míst je např. Kunštátská kaple.

## Trojmezí ve světě
Následuje seznam všech mezinárodních kontinentálních trojmezí.

### Evropa
- Albánie – Řecko – Severní Makedonie, v Prespanském jezeru
- Albánie – Severní Makedonie – Srbsko, jižně od Prizrenu v Srbsku
- Albánie – Černá Hora – Srbsko, severně od Bajram Curri v Albánii
- Andorra – Francie – Španělsko (východní bod), v Pyrenejích
- Andorra – Francie – Španělsko (západní bod), v Pyrenejích
- Belgie – Německo – Lucembursko, u města Sevenig
- Belgie – Německo – Nizozemí, na kopci Vaalserberg západně od Cách
- Belgie – Francie – Lucembursko, u obcí Mont-Saint-Martin, Pétange, Aubange
- Bosna a Hercegovina – Chorvatsko – Černá Hora, severovýchodně od města Gruda v Chorvatsku
- Bosna a Hercegovina – Chorvatsko – Srbsko, západně od města Omjelovo v Bosně a Hercegovině
- Bosna a Hercegovina – Černá Hora – Srbsko, západně od města Priboj v Srbsku
- Bulharsko – Řecko – Severní Makedonie, západně od města Petrič v Bulharsku
- Bulharsko – Řecko – Turecko, západně od města Edirne v Turecku
- Bulharsko – Severní Makedonie – Srbsko, západně od města Kjustendil v Bulharsku
- Bulharsko – Rumunsko – Srbsko, východně od města Negotin v Srbsku
- Německo – Francie – Lucembursko, u města Schengen v Lucembursku v řece Mosela
- Německo – Francie – Švýcarsko, u města Basel v řece Rýn poblíž města Weil am Rhein
- Německo – Polsko – Česko, u města Hrádek nad Nisou v řece Lužická Nisa
- Německo – Švýcarsko – Rakousko, v Bodamském jezeře
- Německo – Česko – Rakousko, Šumava
- Estonsko – Lotyšsko – Rusko, západně od města Stuborova v Lotyšsku
- Finsko – Norsko – Rusko, východně od vsi Inari ve Finsku
- Finsko – Norsko – Švédsko, Treriksröset, západně od vsi Kilpisjärvi ve Finsku
- Francie – Itálie – Švýcarsko, na vrcholu hory Mont Dolent (3820 m) blízkosti Mont Blancu
- Itálie – Švýcarsko – Rakousko, v blízkosti Reschenpassu
- Itálie – Slovinsko – Rakousko, u Arnoldsteinu na vrcholu kopce Ofen (slovinsky Peč)
- Chorvatsko – Srbsko – Maďarsko, severovýchodně od města Gruda v Chorvatsku
- Chorvatsko – Slovinsko – Maďarsko, jihovýchodně od města Letenye v Maďarsku
- Lotyšsko – Litva – Bělorusko, severovýchodně od města Visaginas v Litvě
- Lotyšsko – Rusko – Bělorusko, jihovýchodně od města Suskova v Lotyšsku
- Lichtenštejnsko – Švýcarsko – Rakousko (severní bod), v řece Rýn
- Lichtenštejnsko – Švýcarsko – Rakousko (jižní bod), v pohoří Rätikon u hory Naafkopf (2571 m)
- Litva – Polsko – Rusko Kaliningradská oblast – Trojmezí Litva–Polsko–Rusko – západně od města Wiżajny v Polsku
- Litva – Polsko – Bělorusko, západně od města Druskininkai v Litvě
- Moldavsko – Rumunsko – Ukrajina (severní bod), severně od města Darabani v Rumunsku
- Moldavsko – Rumunsko – Ukrajina (jižní bod), východně od města Galați v Rumunsku
- Polsko – Slovensko – Česko, u obce Hrčava v Česku, Javořinka v Polsku a Čierne na Slovensku
- Polsko – Slovensko – Ukrajina, severně od obce Nová Sedlica na Slovensku (na vrcholu Kremence, 1221 m n. m.)
- Polsko – Ukrajina – Bělorusko, jižně od města Wlodawa v Polsku
- Rumunsko – Srbsko – Maďarsko, u obce Kübekháza v Maďarsku a Beba Veche v Rumunsku, nedaleko Szegedu
- Rumunsko – Ukrajina – Maďarsko, severně od města Bercu v Rumunsku
- Rusko – Ukrajina – Bělorusko, jihovýchodně od města Homel v Bělorusku
- Slovensko – Ukrajina – Maďarsko, na řece Tisa, mezi městy Čierna nad Tisou, Čop a Záhony
- Slovensko – Maďarsko – Rakousko, na hranici slovenské metropole Bratislavy (část Čunovo)
- Slovensko – Česko – Rakousko, na soutoku Dyje a Moravy u města Hohenau an der March v Rakousku
- Slovinsko – Maďarsko – Rakousko, na kopci Dreiländerecke (384 m) západně od obce Felsőszölnök v Maďarsku

### Severní Amerika
V Severní Americe (bez Střední) není žádné trojmezí hranic, USA a Kanada nemají žádné.
Spolkové státy USA tvoří 38 Tri-State Areas (území tří států). Jako Four Corners (anglicky Čtyři rohy) je označována oblast čtyřmezí států Utah, Colorado, Arizona a Nové Mexiko.

### Střední Amerika
- Belize – Guatemala – Mexiko
- Guatemala – Honduras – El Salvador

### Jižní Amerika
- Argentina – Bolívie – Chile
- Argentina – Bolívie – Paraguay
- Argentina – Brazílie – Paraguay: Hito Tres Fronteras, známé vodopády Iguacu
- Argentina – Brazílie – Uruguay
- Bolívie – Brazílie – Paraguay
- Bolívie – Brazílie – Peru
- Bolívie – Chile – Peru
- Brazílie – Kolumbie – Peru: Tres Fronteras, v amazonském pralese v trojměstí Tabatinga, Leticia, Santa Rosa s více než 100 000 obyvateli
- Brazílie – Kolumbie – Venezuela
- Brazílie – Francouzská Guyana – Surinam
- Brazílie – Guyana – Surinam
- Brazílie – Guyana – Venezuela: na hoře Mont Roraima
- Brazílie – Kolumbie – Venezuela
- Kolumbie – Ekvádor – Peru

### Afrika
V Africe se vyskytuje 57 trojmezí hranic:
- Jižní Afrika – Botswana – Namibie
- Jižní Afrika – Botswana – Zimbabwe
- Jižní Afrika – Mosambik – Zimbabwe
- Jižní Afrika – Mosambik – Svazijsko (severní bod)
- Jižní Afrika – Mosambik – Svazijsko (jižní bod)
- Alžírsko – Libye – Niger
- Alžírsko – Libye – Tunisko
- Alžírsko – Mali – Mauretánie
- Alžírsko – Mali – Niger
- Alžírsko – Maroko – Západní Sahara
- Alžírsko – Mauretánie – Západní Sahara/Maroko
- Angola – Namibie – Zambie
- Angola (Cabinda) – Republika Kongo – Demokratická republika Kongo
- Angola – Demokratická republika Kongo – Zambie
- Benin – Burkina Faso – Niger
- Benin – Burkina Faso – Togo
- Benin – Niger – Nigérie
- Botswana – Zambie – Zimbabwe
- Burkina Faso – Pobřeží slonoviny – Ghana
- Burkina Faso – Pobřeží slonoviny – Mali
- Burkina Faso – Ghana – Togo
- Burkina Faso – Mali – Niger
- Burundi – Demokratická republika Kongo – Rwanda
- Burundi – Rwanda – Tanzanie
- Kamerun – Gabon – Rovníková Guinea
- Kamerun – Gabon – Republika Kongo
- Kamerun – Nigérie – Čad
- Kamerun – Středoafrická republika – Republika Kongo
- Kamerun – Středoafrická republika – Čad
- Pobřeží slonoviny – Guinea – Libérie
- Pobřeží slonoviny – Guinea – Mali
- Džibutsko – Eritrea – Etiopie
- Džibutsko – Etiopie – Somálsko
- Egypt – Libye – Súdán
- Eritrea – Etiopie – Súdán
- Etiopie – Keňa – Somálsko
- Etiopie – Keňa – Jižní Súdán (sporná oblast Trojúhelník Ilemi)
- Etiopie – Súdán – Jižní Súdán
- Guinea – Guinea-Bissau – Senegal
- Guinea – Libérie – Sierra Leone
- Keňa – Uganda – Jižní Súdán
- Keňa – Uganda – Tanzanie
- Libye – Niger – Čad
- Libye – Súdán – Čad
- Malawi – Mosambik – Tanzanie
- Malawi – Mosambik – Zambie
- Mosambik – Tanzanie – Zambie
- Mosambik – Zambie – Zimbabwe: u města Zumbo
- Mali – Mauretánie – Senegal
- Niger – Nigérie – Čad
- Uganda – Demokratická republika Kongo – Rwanda
- Uganda – Demokratická republika Kongo – Jižní Súdán
- Uganda – Rwanda – Tanzanie
- Středoafrická republika – Republika Kongo – Demokratická republika Kongo
- Středoafrická republika – Demokratická republika Kongo – Jižní Súdán
- Středoafrická republika – Súdán – Jižní Súdán
- Demokratická republika Kongo – Tanzanie – Zambie

### Asie
V Asii je 43 trojmezí hranic:
- Afghánistán – Írán – Pákistán
- Afghánistán – Írán – Turkmenistán
- Afghánistán – Čína – Pákistán
- Afghánistán – Čína – Tádžikistán
- Afghánistán – Uzbekistán – Tádžikistán
- Afghánistán – Uzbekistán – Turkmenistán
- Saúdská Arábie – Spojené arabské emiráty – Omán: Umm az Zamul
- Saúdská Arábie – Irák – Jordánsko
- Saúdská Arábie – Irák – Kuvajt
- Saúdská Arábie – Omán – Jemen
- Arménie – Ázerbájdžán – Gruzie
- Arménie – Ázerbájdžán – Írán
- Arménie – Ázerbájdžán – Írán
- Arménie – Ázerbájdžán – Turecko
- Ázerbájdžán – Írán – Turecko
- Gaza – Egypt – Izrael
- Bangladéš – Myanmar – Indie
- Bhútán – Čína – Indie (východní bod)
- Bhútán – Čína – Indie (západní bod)
- Myanmar – Čína – Indie
- Myanmar – Čína – Laos
- Myanmar – Laos – Thajsko: zlatý trojúhelník
- Kambodža – Laos – Thajsko
- Kambodža – Laos – Vietnam
- Čína – Indie – Nepál (východ)
- Čína – Indie – Nepál (západ)
- Čína – Indie – Pákistán
- Čína – Kazachstán – Kyrgyzstán
- Čína – Kazachstán – Rusko
- Čína – Laos – Vietnam
- Čína – Mongolsko – Rusko (východ)
- Čína – Mongolsko – Rusko (západ)
- Čína – Severní Korea – Rusko v Přímořském kraji
- Palestina – Izrael – Jordánsko (sever)
- Palestina – Izrael – Jordánsko (jih)
- Irák – Írán – Turecko
- Irák – Jordánsko – Sýrie
- Irák – Sýrie – Turecko
- Izrael – Jordánsko – Sýrie
- Izrael – Libanon – Sýrie: Har Hermon
- Kazachstán – Kyrgyzstán – Uzbekistán
- Kazachstán – Uzbekistán – Turkmenistán
- Kyrgyzstán – Uzbekistán – Tádžikistán

Trojmezí hranic Čína – Kazachstán – Rusko a Čína – Mongolsko – Rusko leží v Altaji v 50 km vzdálenosti, což je v kontextu jejich rozloh velmi málo.
Arménie – Ázerbájdžán – Írán mají dvě trojmezí hranic.